# Anamixis stebbingi
Anamixis stebbingi is een vlokreeftensoort uit de familie van de Leucothoidae. De wetenschappelijke naam van de soort is voor het eerst geldig gepubliceerd in 1904 door Walker.